# Finnkampen 2016
Finnkampen 2016 var den 76:e finnkampen i friidrott mellan Finland och Sverige. Den avgjordes på Tammerfors stadion (Ratina stadion) i Tammerfors den 3–4 september, vilket är första gången någonsin som inte finnkampen i Finland hölls i Helsingfors. Detta beror på att Helsingfors Olympiastadion byggs om mellan 2016 och 2019. Tävlingarna "tjuvstartade" på kvällen den 2 september med männens stavhopp på Centraltorget i Tammerfors.

## Seniorkampen
I varje individuell gren har nationerna tre tävlande vardera. Poängberäkningen går till så att ettan får sju poäng, tvåan får fem poäng, trean får fyra poäng, fyran får tre poäng, femman får två poäng och sexan får en poäng. I stafetterna får vinnande nation fem poäng och tvåan får två poäng. Poäng utdelas endast om deltagarna fullföljer grenen. Uteblivet resultat ger noll poäng. Halva poäng kan förekomma när flera tävlandes resultat inte går att skilja åt.

### Herrar

#### Resultat
| Gren           | Poäng Fin–Sve | Etta                                                                    | Tvåa                                                                  | Trea                   | Fyra                     | Femma                      | Sexa                     |
| -------------- | ------------- | ----------------------------------------------------------------------- | --------------------------------------------------------------------- | ---------------------- | ------------------------ | -------------------------- | ------------------------ |
| 100 m          | 14–8          | Samuli Samuelsson (FIN)                                                 | Austin Hamilton (SVE)                                                 | Otto Ahlfors (FIN)     | Ville Myllymäki (FIN)    | Tom Kling-Baptiste (SVE)   | Odain Rose (SVE)         |
| 100 m          | 14–8          | 10,38 s PB                                                              | 10,40 s PB                                                            | 10,44 s PB             | 10,46 s                  | 10,52 s                    | 10,59 s                  |
| 200 m          | 10–12         | Samuli Samuelsson (FIN)                                                 | Tom Kling-Baptiste (SVE)                                              | Johan Wissman (SVE)    | Felix Svensson (SVE)     | Ville Aarnivala (FIN)      | Ville Myllymäki (FIN)    |
| 200 m          | 10–12         | 20,94 s                                                                 | 21,19 s                                                               | 21,32 s                | 21,45 s                  | 21,62 s                    | 21,69 s                  |
| 400 m          | 8–14          | Erik Martinsson (SVE)                                                   | Oskari Mörö (FIN)                                                     | Dennis Forsman (SVE)   | Felix Francois (SVE)     | Markus Teijula (FIN)       | Petteri Monni (FIN)      |
| 400 m          | 8–14          | 47,53 s                                                                 | 47,58 s SB                                                            | 47,91 s                | 47,98 s                  | 48,03 s                    | 48,86 s                  |
| 800 m          | 6–16          | Johan Rogestedt (SVE)                                                   | Andreas Kramer (SVE)                                                  | Kalle Berglund (SVE)   | Ville Lampinen (FIN)     | Tuomo Salonen (FIN)        | Jaakko Laakso (FIN)      |
| 800 m          | 6–16          | 1.48,19                                                                 | 1.48,59                                                               | 1.49,19                | 1.49,68                  | 1.51,09                    | 1.51,26                  |
| 1 500 m        | 6–16          | Johan Rogestedt (SVE)                                                   | Kalle Berglund (SVE)                                                  | Jonas Leanderson (SVE) | Marco Bertolotti (FIN)   | Tuomo Salonen (FIN)        | Panu Jantunen (FIN)      |
| 1 500 m        | 6–16          | 3.55,83                                                                 | 3.56,85                                                               | 3.57,25                | 3.57,33                  | 3.59,34                    | 3.59,87                  |
| 5 000 m        | 7–15          | Jonas Leanderson (SVE)                                                  | Staffan Ek (SVE)                                                      | Ilari Piipponen (FIN)  | Suldan Hassan (SVE)      | Ossi Kekki (FIN)           | Martti Siikaluoma (FIN)  |
| 5 000 m        | 7–15          | 14.27,14 PB                                                             | 14.28,00 SB                                                           | 14.29,15 SB            | 14.29,87                 | 14.34,85                   | 14.50,82                 |
| 10 000 m       | 10–12         | David Nilsson (SVE)                                                     | Jarkko Järvenpää (FIN)                                                | Ossi Kekki (FIN)       | Andreas Åhwall (SVE)     | Anton Danielson (SVE)      | Aki Nummela (FIN)        |
| 10 000 m       | 10–12         | 29.37,03                                                                | 29.45,24 SB                                                           | 30.21,43               | 30.25,87                 | 30.44,77                   | 30.59,38                 |
| 110 m häck     | 14–8          | Elmo Lakka (FIN)                                                        | Arttu Hirvonen (FIN)                                                  | Marvin Tay (SVE)       | Alexander Brorsson (SVE) | Valtteri Kalliokulju (FIN) | Anton Levin (SVE)        |
| 110 m häck     | 14–8          | 13,85 s                                                                 | 14,11 s                                                               | 14,20 s                | 14,21 s SB               | 14,24 s                    | 14,35 s                  |
| 400 m häck     | 16–6          | Oskari Mörö (FIN)                                                       | Joni Vainio-Kaila (FIN)                                               | Petteri Monni (FIN)    | Jonathan Carbe (SVE)     | Isak Andersson (SVE)       | Alexander Lundskog (SVE) |
| 400 m häck     | 16–6          | 50,77 s                                                                 | 51,56 s                                                               | 51,62 s                | 51,97 s                  | 52,83 s                    | 54,26 s                  |
| 3 000 m hinder | 6–16          | Elmar Engholm (SVE)                                                     | Emil Blomberg (SVE)                                                   | Vidar Johansson (SVE)  | Tomi Lehto (FIN)         | Hannu Granberg (FIN)       | Otto Loukkalahti (FIN)   |
| 3 000 m hinder | 6–16          | 8.52,76                                                                 | 8.57,61                                                               | 9.01,06                | 9.04,67 PB               | 9.08,43                    | 9.32,76                  |
| 4 × 100 m      | 5–2           | Finland Hannu Hämäläinen Otto Ahlfors Samuli Samuelsson Ville Myllymäki | Sverige Tom Kling-Baptiste Austin Hamilton Jacob Ewertzh Erik Hagberg |                        |                          |                            |                          |
| 4 × 100 m      | 5–2           | 39,25 s                                                                 | 55,68 s                                                               |                        |                          |                            |                          |
| 4 × 400 m      | 5–2           | Finland Don-Zheni Ekoebve Markus Teijula Ville Lampinen Oskari Mörö     | Sverige Erik Martinsson Dennis Forsman Felix Francois Adam Danielsson |                        |                          |                            |                          |
| 4 × 400 m      | 5–2           | 3.09,09                                                                 | 3.09,71                                                               |                        |                          |                            |                          |
| Gång 10 km     | 8–11          | Perseus Karlström (SVE)                                                 | Jarkko Kinnunen (FIN)                                                 | Anders Hansson (SVE)   | Elmo Koivunen (FIN)      | Ato Ibáñez (SVE)           | Aleksi Ojala (FIN)       |
| Gång 10 km     | 8–11          | 41.30,16                                                                | 41.36,48                                                              | 41.59,20 PB            | 42.35,00 PB              | DQ                         | DQ                       |
| Höjdhopp       | 10–12         | Jussi Viita (FIN)                                                       | Philip Frifelt Lundqvist (SVE)                                        | Andreas Carlsson (SVE) | Mehdi Katib (SVE)        | Valtteri Välimäki (FIN)    | Miro Rastas (FIN)        |
| Höjdhopp       | 10–12         | 2,20 m                                                                  | 2,14 m PB                                                             | 2,12 m                 | 2,09 m                   | 2,09 m PB                  | 201 cm                   |
| Stavhopp       | 15–7          | Tomas Wecksten (FIN)                                                    | Mikael Westö (FIN) · Eemeli Salomäki (FIN) · Filip Gyllensten (SVE)   | —                      | —                        | Marcus Nilsson (SVE)       | Yannick Tregaro (SVE)    |
| Stavhopp       | 15–7          | 5,20 m                                                                  | 4,85 m                                                                |                        |                          | 4,85 m                     | 2,50 m                   |
| Längdhopp      | 13–9          | Kristian Bäck (FIN)                                                     | Michel Tornéus (SVE)                                                  | Roni Ollikainen (FIN)  | Andreas Carlsson (SVE)   | Kristian Pulli (FIN)       | Johan Taléus (SVE)       |
| Längdhopp      | 13–9          | 7,71 m                                                                  | 7,64 m                                                                | 7,62 m                 | 7,45 m                   | 7,34 m                     | 7,16 m                   |
| Tresteg        | 13–9          | Simo Lipsanen (FIN)                                                     | Tuomas Kaukolahti (FIN)                                               | Michel Tornéus (SVE)   | Erik Ehrlin (SVE)        | Mathias Ström (SVE)        | Ville Mylläri (FIN)      |
| Tresteg        | 13–9          | 16,19 m PB                                                              | 15,85 m                                                               | 15,82 m                | 15,60 m                  | 15,06 m                    | 15,00 m                  |
| Kula           | 11–11         | Arttu Kangas (FIN)                                                      | Niklas Arrhenius (SVE)                                                | Daniel Ståhl (SVE)     | Timo Kööpikkä (FIN)      | Wictor Petersson (SVE)     | Tomas Söderlund (FIN)    |
| Kula           | 11–11         | 19,52 m                                                                 | 18,98 m                                                               | 18,90 m                | 18,13 m                  | 17,80 m                    | 16,73 m                  |
| Diskus         | 6–16          | Daniel Ståhl (SVE)                                                      | Axel Härstedt (SVE)                                                   | Niklas Arrhenius (SVE) | Frantz Kruger (FIN)      | Pyry Niskala (FIN)         | Oskari Perälampi (FIN)   |
| Diskus         | 6–16          | 65,46 m                                                                 | 62,11 m                                                               | 61,55 m                | 59,25 m SB               | 57,97 m                    | 51,92 m                  |
| Slägga         | 16–6          | David Söderberg (FIN)                                                   | Tuomas Seppänen (FIN)                                                 | Aleksi Jaakkola (FIN)  | Oscar Vestlund (SVE)     | Elias Håkansson (SVE)      | Mattias Lindberg (SVE)   |
| Slägga         | 16–6          | 74,12 m                                                                 | 73,01 m                                                               | 71,66 m                | 67,64 m                  | 67,14 m                    | 64,52 m                  |
| Spjut          | 9–13          | Kim Amb (SVE)                                                           | Antti Ruuskanen (FIN)                                                 | Jiannis Smalios (SVE)  | Teemu Wirkkala (FIN)     | Gabriel Wallin (SVE)       | Sampo Lehtola (FIN)      |
| Spjut          | 9–13          | 84,50 m SB                                                              | 83,02 m                                                               | 81,89 m PB             | 81,16 m SB               | 78,31 m                    | 76,73 m                  |

#### Totalställning
Anm. Gångtävlingen inräknas inte i poängsammandraget. 
|                                  | Poäng Finland–Sverige |
| -------------------------------- | --------------------- |
| Efter dag 1 (inklusive fredagen) | 114–113               |
| Slutställning                    | 200–210               |

### Damer

#### Resultat
| Gren           | Poäng Fin–Sve | Etta                                                                       | Tvåa                                                                    | Trea                                         | Fyra                     | Femma                     | Sexa                              |
| -------------- | ------------- | -------------------------------------------------------------------------- | ----------------------------------------------------------------------- | -------------------------------------------- | ------------------------ | ------------------------- | --------------------------------- |
| 100 m          | 10–12         | Susanna Kallur (SWE)                                                       | Anniina Kortetmaa (FIN)                                                 | Nooralotta Neziri (FIN)                      | Khaddi Sagnia (SWE)      | Elin Östlund (SWE)        | Aino Pulkkinen (FIN)              |
| 100 m          | 10–12         | 11,53 s SB                                                                 | 11,69 s                                                                 | 11,73 s                                      | 11,79 s                  | 11,81 s                   | 11,85 s PB                        |
| 200 m          | 16–6          | Anniina Kortetmaa (FIN)                                                    | Aino Pulkkinen (FIN)                                                    | Jonna Berghem (FIN)                          | Isabelle Eurenius (SWE)  | Malin Ström (SWE)         | Gladys Bamane (SWE)               |
| 200 m          | 16–6          | 23,92 s                                                                    | 24,27 s                                                                 | 24,34 s                                      | 24,52 s                  | 24,63 s                   | 24,66 s                           |
| 400 m          | 12–10         | Hilla Uusimäki (FIN)                                                       | Matilda Hellqvist (SWE)                                                 | Lisa Duffy (SWE)                             | Jonna Berghem (FIN)      | Jeanine Nygård (FIN)      | Pernilla Tornemark (SWE)          |
| 400 m          | 12–10         | 54,06 s                                                                    | 55,09 s                                                                 | 55,31 s                                      | 55,34 s                  | 55,91 s                   | 56,13 s                           |
| 800 m          | 7–15          | Lovisa Lindh (SWE)                                                         | Hanna Hermansson (SWE)                                                  | Zenitha Eriksson (FIN)                       | Anna Silvander (SWE)     | Venla Paunonen (FIN)      | Saija Seppä (FIN)                 |
| 800 m          | 7–15          | 2.03,43                                                                    | 2.04,81                                                                 | 2.04,89 SB                                   | 2.04,95                  | 2.06,34 PB                | 2.07,94                           |
| 1 500 m        | 6–16          | Lovisa Lindh (SWE)                                                         | Anna Silvander (SWE)                                                    | Sofia Öberg (SWE)                            | Saija Seppä (FIN)        | Sara Kuivisto (FIN)       | Karin Storbacka (FIN)             |
| 1 500 m        | 6–16          | 4.16,94                                                                    | 4.18,62                                                                 | 4.19,38                                      | 4.20,14 PB               | 4.27,66                   | 4.29,41                           |
| 5 000 m        | 7–15          | Meraf Bahta (SWE)                                                          | Maria Larsson (SWE)                                                     | Heidi Eriksson (FIN)                         | Cecilia Norrbom (SWE)    | Aino Kivenmäki (FIN)      | Janica Mäkelä (FIN)               |
| 5 000 m        | 7–15          | 16.15,44                                                                   | 16.18,15 PB                                                             | 16.39,83                                     | 16.43,19                 | 17.04,02 PB               | 17.23,25                          |
| 10 000 m       | 10–12         | Meraf Bahta (SWE)                                                          | Camilla Richardsson (FIN)                                               | Laura Manninen (FIN)                         | Malin Liljestedt (SWE)   | Louise Wiker (SWE)        | Janica Mäkelä (FIN)               |
| 10 000 m       | 10–12         | 33.11,45                                                                   | 33.37,76 PB                                                             | 33.50,04                                     | 33.56,95 PB              | 34.35,29 SB               | 35.46,55 SB                       |
| 100 m häck     | 12–10         | Susanna Kallur (SWE)                                                       | Nooralotta Neziri (FIN)                                                 | Reetta Hurske (FIN)                          | Lotta Harala (FIN)       | Amanda Hansson (SWE)      | Elin Westerlund (SWE)             |
| 100 m häck     | 12–10         | 12,95 s                                                                    | 13,03 s                                                                 | 13,39 s                                      | 13,63 s                  | 13,64 s PB                | 13,74 s                           |
| 400 m häck     | 15–7          | Hilla Uusimäki (FIN)                                                       | Viivi Lehikoinen (FIN)                                                  | Sofia Johnsson (SWE)                         | Eveliina Määttänen (FIN) | Hanna Palmqvist (SWE)     | Johanna Holmén Svensson (SWE)     |
| 400 m häck     | 15–7          | 57,39 s                                                                    | 58,41 s                                                                 | 58,50 s PB                                   | 58,72 s SB               | 58,94 s PB                | 59,33 s PB                        |
| 3 000 m hinder | 10–12         | Charlotta Fougberg (SWE)                                                   | Sandra Eriksson (FIN)                                                   | Camilla Richardsson (FIN)                    | Ronja Fjellner (SWE)     | Frida Kristiansson (SWE)  | Mira Tuominen (FIN)               |
| 3 000 m hinder | 10–12         | 9.57,10                                                                    | 10.03,89                                                                | 10.06,69                                     | 10.19,48                 | 10.25,25                  | 10.45,58                          |
| 4 × 100 m      | 5–2           | Finland Aino Pulkkinen Anna Hämäläinen Anniina Kortetmaa Henriikka Parpala | Sverige Gladys Bamane Isabelle Eurenius Elin Östlund Malin Ström        |                                              |                          |                           |                                   |
| 4 × 100 m      | 5–2           | 45,12 s                                                                    | 45,42 s                                                                 |                                              |                          |                           |                                   |
| 4 × 400 m      | 5–2           | Finland Jeanine Nygård Aino Pulkkinen Eveliina Määttänen Hilla Uusimäki    | Sverige Pernilla Tornemark Ebba Svantesson Lisa Duffy Matilda Hellqvist |                                              |                          |                           |                                   |
| 4 × 400 m      | 5–2           | 3.38,93                                                                    | 3.39,73                                                                 |                                              |                          |                           |                                   |
| Gång 5 km      | 16–5          | Enni Nurmi (FIN)                                                           | Elisa Neuvonen (FIN)                                                    | Heli Haapaniemi (FIN)                        | Monica Svensson (SWE)    | Ellinor Hogrell (SWE)     | Siw Karlström (SWE)               |
| Gång 5 km      | 16–5          | 22.34,59 PB                                                                | 23.07,59 PB                                                             | 23.21,56 PB                                  | 23.51,16                 | 27.33,79                  | DQ                                |
| Höjdhopp       | 8,5–13,5      | Sofie Skoog (SWE)                                                          | Emma Green (SWE) · Linda Sandblom (FIN)                                 | —                                            | Ilona Äyräväinen (FIN)   | Ebba Jungmark (SWE)       | Elin Pajunen (FIN)                |
| Höjdhopp       | 8,5–13,5      | 1,88 m                                                                     | 1,81 m                                                                  |                                              | 1,76 m                   | 1,76 m                    | 1,76 m                            |
| Stavhopp       | 9,5–12,5      | Angelica Bengtsson (SWE)                                                   | Wilma Murto (FIN)                                                       | Minna Nikkanen (FIN) · Michaela Meijer (SWE) | —                        | Lisa Gunnarsson (SWE)     | Aino Siitonen (FIN)               |
| Stavhopp       | 9,5–12,5      | 4,47 m                                                                     | 4,47 m                                                                  | 4,37 m                                       |                          | 4,15 m                    | 4,05 m                            |
| Längdhopp      | 6–16          | Khaddi Sagnia (SWE)                                                        | Erica Jarder (SWE)                                                      | Malin Marmbrandt (SWE)                       | Anne-Mari Lehtiö (FIN)   | Kristiina Vuorvirta (FIN) | Hanna Wiss (FIN)                  |
| Längdhopp      | 6–16          | 6,74 m SB                                                                  | 6,49 m                                                                  | 6,22 m                                       | 6,21 m PB                | 6,09 m                    | 5,91 m                            |
| Tresteg        | 14–8          | Kristiina Mäkelä (FIN)                                                     | Malin Marmbrandt (SWE)                                                  | Sanna Nygård (FIN)                           | Kira Kytölä (FIN)        | Jasmin Sabir (SWE)        | Fanny Ernestam (SWE)              |
| Tresteg        | 14–8          | 13,24 m                                                                    | 12,90 m                                                                 | 12,89 m                                      | 12,69 m                  | 12,65 m                   | 12,43 m                           |
| Kula           | 9–13          | Fanny Roos (SWE)                                                           | Frida Åkerström (SWE)                                                   | Katri Hirvonen (FIN)                         | Suvi Helin (FIN)         | Kaisa Kymäläinen (FIN)    | Maria Nilsson (SWE)               |
| Kula           | 9–13          | 16,59 m                                                                    | 14,78 m                                                                 | 14,71 m                                      | 14,38 m                  | 14,22 m                   | 14,03 m                           |
| Diskus         | 14–8          | Salla Sipponen (FIN)                                                       | Sofia Larsson (SWE)                                                     | Tanja Komulainen (FIN)                       | Katri Hirvonen (FIN)     | Anna Karlsson (SWE)       | Fanny Roos (SWE)                  |
| Diskus         | 14–8          | 54,95 m                                                                    | 53,78 m                                                                 | 52,69 m                                      | 49,23 m                  | 48,19 m                   | 45,54 m                           |
| Slägga         | 9–13          | Marinda Petersson (SWE)                                                    | Tracey Andersson (SWE)                                                  | Inga Linna (FIN)                             | Merja Korpela (FIN)      | Johanna Salmela (FIN)     | Ida Storm (SWE)                   |
| Slägga         | 9–13          | 68,51 m                                                                    | 66,56 m                                                                 | 66,36 m                                      | 66,23 m                  | 64,85 m                   | 61,50 m                           |
| Spjut          | 12–10         | Anna Wessman (SWE)                                                         | Heidi Nokelainen (FIN)                                                  | Jenni Kangas (FIN)                           | Oona Sormunen (FIN)      | Sofi Flink (SWE)          | Elisabeth Höglund (Lithell) (SWE) |
| Spjut          | 12–10         | 61,42 m PB                                                                 | 59,69 m                                                                 | 58,99 m                                      | 56,00 m                  | 55,35 m                   | 50,68 m                           |

#### Totalställning
Anm. Gångtävlingen inräknas inte i poängsammandraget. 
|               | Poäng Finland–Sverige |
| ------------- | --------------------- |
| Efter dag 1   | 99,5–105,5            |
| Slutställning | 197–213               |

## Ungdomskampen

### Pojkar
|                           | Poäng Finland–Sverige |
| ------------------------- | --------------------- |
| Efter dag 1               | 46–57                 |
| Slutställning (19 grenar) | 97–101                |

### Flickor
|                           | Poäng Finland–Sverige |
| ------------------------- | --------------------- |
| Efter dag 1               | 59,5–46,5             |
| Slutställning (19 grenar) | 117,5–83,5            |